# Vườn thí nghiệm hoa hồng quốc tế

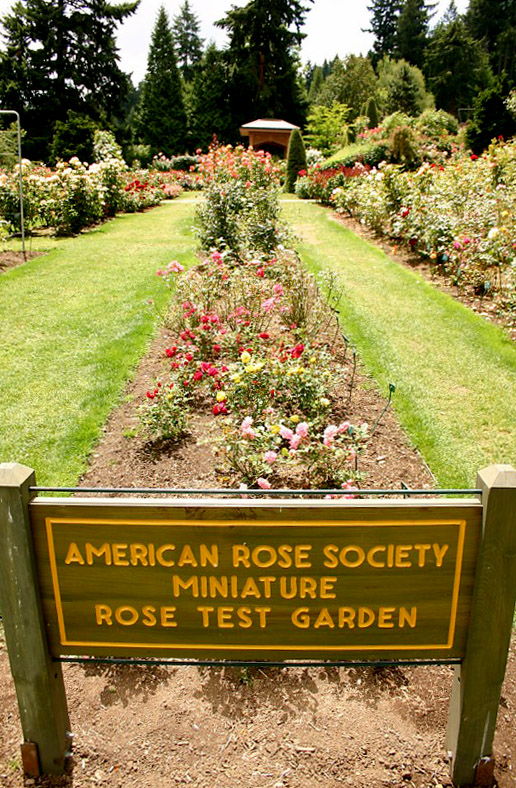
Một trong số các vườn trong Vườn Thí nghiệm Hoa hồng Quốc tế

Vườn Thí nghiệm Hoa hồng Quốc tế là một vườn hoa hồng trong Công viên Washington thành phố Portland, Oregon. Có đến trên 7.000 cây hoa thuộc 550 loại khác nhau. Hoa hồng nở rộ vào tháng tư đến tháng mười với thời điểm đỉnh là tháng sáu, tùy vào thời tiết. Những giống hoa hồng mới được gởi đến vườn từ nhiều nơi trên thế giới và được thí nghiệm về màu sắc, mùi hương, khả năng chống bệnh và nhiều yếu tố khác nữa. Nó là vườn thí nghiệm công cộng lâu đời nhất, hoạt động liên tục tại Hoa Kỳ và giúp Portland không thẹn với biệt danh "City of Roses" hay Thành phố Hoa hồng.

## Đặc điểm
Vườn Thí nghiệm Hoa hồng Quốc tế có 4,5 mẫu Anh xếp thành từng bậc quay về khu trung tâm thành phố Portland, sông Willamette và Đông Portland.  Vào những ngày trời trong, ở đây có thể nhìn thấy dãy núi Cascade, với ngọn Núi Hood nổi bật trên nền trời.
Một sân khấu ngoài trời dành cho các sự kiện văn nghệ suốt năm, đa số là biểu diễn nhạc cổ điển châu Âu và đôi khi là tiếc mục kịch.  Lúc thời tiết tốt thì sân khấu này nhộn nhịp với những người đi ăn ngoài trời (picnikers) và những người chơi quăng đỉa bay xung quanh.  Con đường bộ hành mang tên "Các Hoàng hậu" (The Queens Walk) là một lối đi bằng gạch nằm bên cạnh vườn. Có nhiều ngôi sao đồng nằm dưới lối đi, mỗi ngôi sao có ghi tên để vinh danh một hoa hậu Lễ Hoa Hồng (Rose Festival queen) từ năm 1907.
"Vườn Shakespeare" ban đầu chỉ có những loại thực vật được hay nhắc đến trong các tác phẩm của William Shakespeare.  Sau đó được chỉnh trang để trồng các loại cây ít ưa ánh sáng hơn vì bóng mát dồi dào của cây cao xung quanh.  Có một lối đi chính thức, khu ngồi nghĩ nâng cao và có nhiều hoa chăm sóc kỹ càng.  Các loại hoa hồng ở đây được đặt tên theo các nhân vật trong các tác phẩm của ông. Vườn này rất được ưa chuộng cho những dịp đặc biệt, nhất là lễ cưới nhỏ.
"Vườn Huân chương Vàng"  (The Gold Medal Garden) là một vườn chính thức dành cho các loại hoa hồng đoạt giải, bao gồm đường bộ hành, một đài nước phun và một vọng lâu. Đây cũng là nơi thường xuyên dành cho lễ cưới.
"Vườn Hoa hồng Hoàng gia" (Royal Rosarian Garden) là để tỏ lòng tri ân đến các đại sứ thiện chí và các viên chức đón tiếp họ trong những lần lễ hoa hồng từ năm 1924.  Khi mỗi người kể trên được phong "hầu tước" (knight), họ sẽ chọn một loại hoa hồng làm tên gọi của mình.  Một hoa hồng sẽ được trồng trong vườn này cho mỗi vị "hầu tước" được phong.  "Vườn hoa trong vườn hoa" này có nhiều loại hoa hồng không còn cho mục đích thương mại nữa.
"Vườn Hồng Thu nhỏ" (The Miniature Rose Garden) là một trong sáu khu đất thí nghiệm duy nhứt dành cho Hội Hoa hồng Mỹ. Người ta có thể bắt gặp các loại hồng đặc chủng trồng trong những luống hoa nằm trên phần đất cao ở cổng vào vườn.

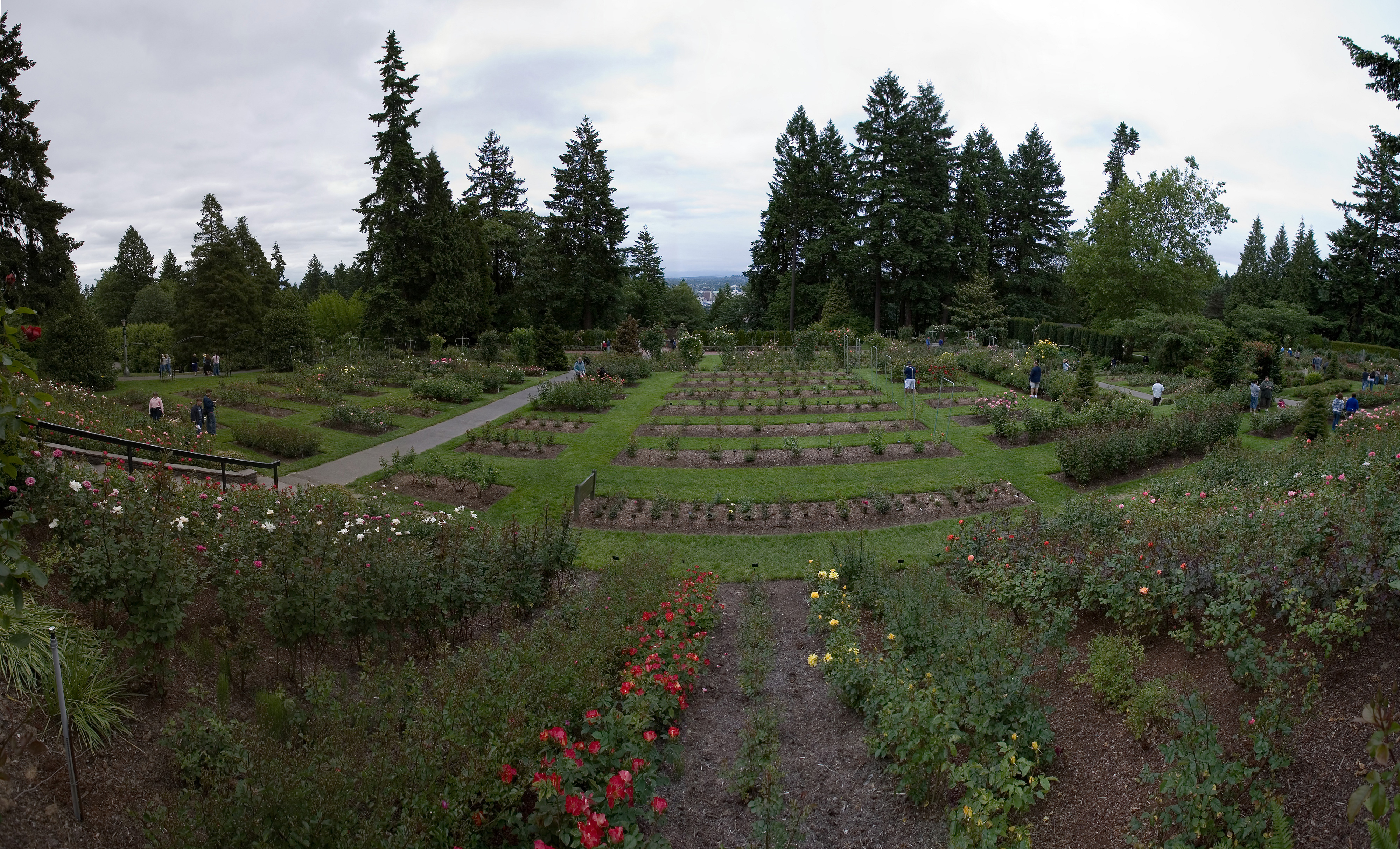
Quang cảnh Vườn Thí nghiệm Hoa hồng Quốc tế

Cửa hàng của vườn hoa mở cửa vào 01/05/2000 để cung ứng các dịch vụ cho khách tham quan.
Một tượng điêu khắc trừu tượng bằng thép không rỉ, một hồ nước phản chiếu và các đài phun nước làm hòa hợp các tính chất vừa mang tính hiện đại và cả cổ điển. Mỗi nơi của vườn hoa hồng có một đặc điểm riêng biệt: chủng loại hồng, cây, đất và luống hoa.
Hoa hồng và các loại thực vật khác được chăm sóc quanh năm bởi một nhà làm vườn chính (hai người vào mùa hè) và rất nhiều người tình nguyện.  Người tình nguyện địa phương đóng góp khoảng 500 giờ mỗi năm.

## Lịch sử
Năm 1917 một nhóm nhà ươm cây trồng Portland nãy ra ý định về một vườn thí nghiệm hoa hồng Mỹ.  Portland có một nhóm tình nguyện viên hăng hái và 20 dặm đường phố có hoa hồng, phần nhiều là nhờ triển lãm năm 1905 kỷ niệm 100 năm cuộc hành trình của Lewis và Clark.  Portland đã được gọi tên là thành phố hoa hồng "The City of Roses" vì vậy nó cần nên được nâng cao danh tiếng đó.  Khu vườn hoa trở nên sự thật nằm giữa khu Công viên Giải trí Portland và Hội Hoa hồng Mỹ.
Jessie Currey, chủ tịch Hội Hoa hồng Portland vào thời đó làm thỉnh nguyện thư xin phép cho thành phố được làm nơi an toàn cho các loại hoa hồng lai trồng ở châu Âu vì chiến tranh thế giới thứ nhất. Những người yêu hoa hồng sợ rằng các loại hoa hồng đặt chủng này có thể bị tiêu diệt vì chiến tranh.  Những người lai giống hồng ở ngoại quốc đã gởi nhiều loại hoa hồng đến để thí nghiệm từ khắp nơi trên thế giới và vườn hồng trở thành một sự thành công ngay lập tức. Ngày nay, Portland là thành phố duy nhứt ở Bắc Mỹ có thể ra giải thưởng cho loại hoa hồng nào là có giá trị, trên toàn thế giới.

## Hình ảnh Vườn hồng Quốc tế

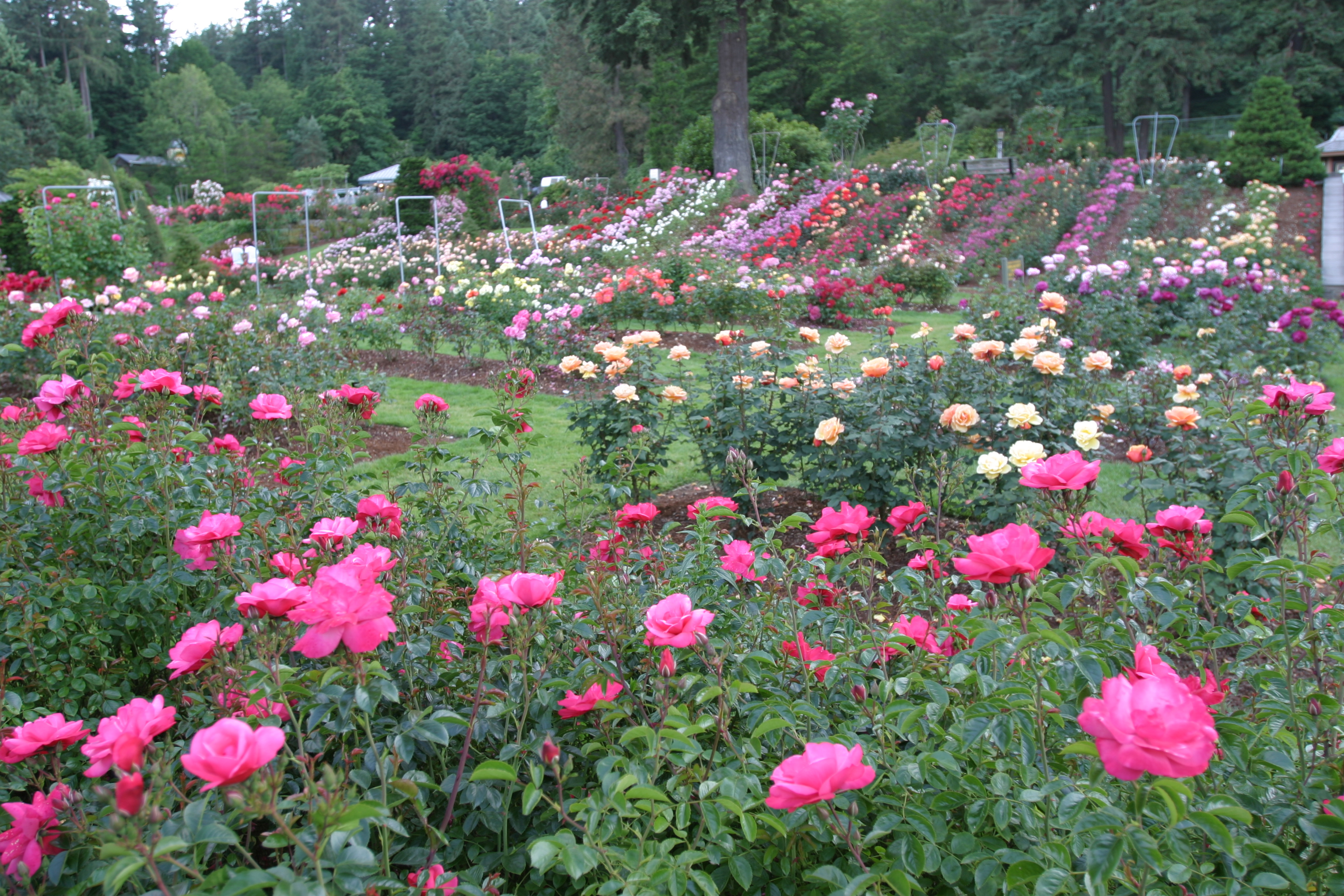
Một quang cảnh có nhiều dải hoa hồng trong Vườn hồng
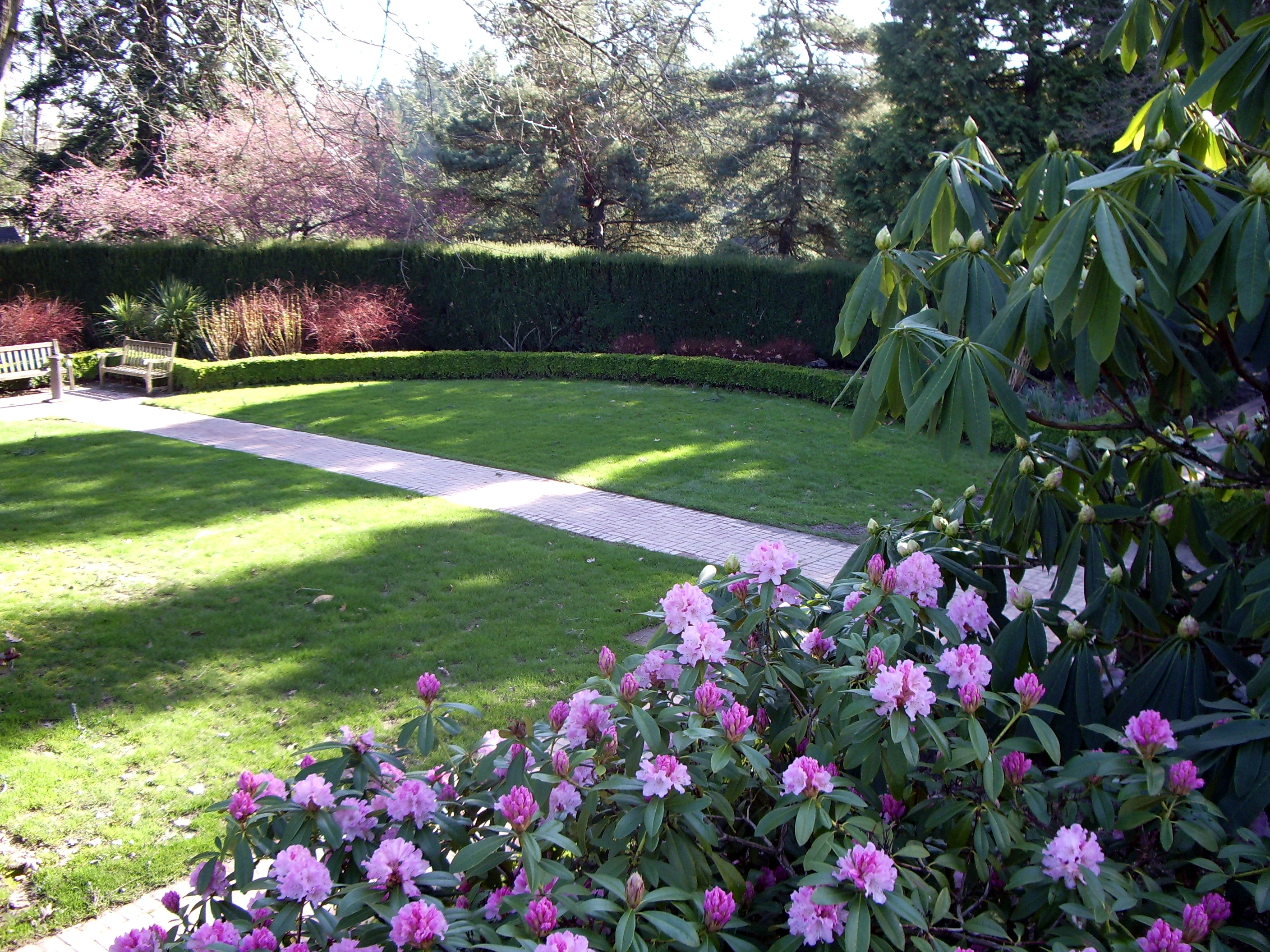
Mùa đông trong Vườn Shakespeare
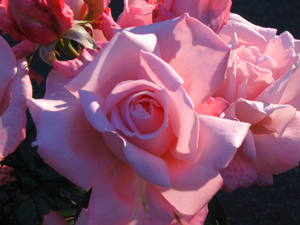
Một hoa hồng màu hường ở Vườn thí nghiệm hoa hồng
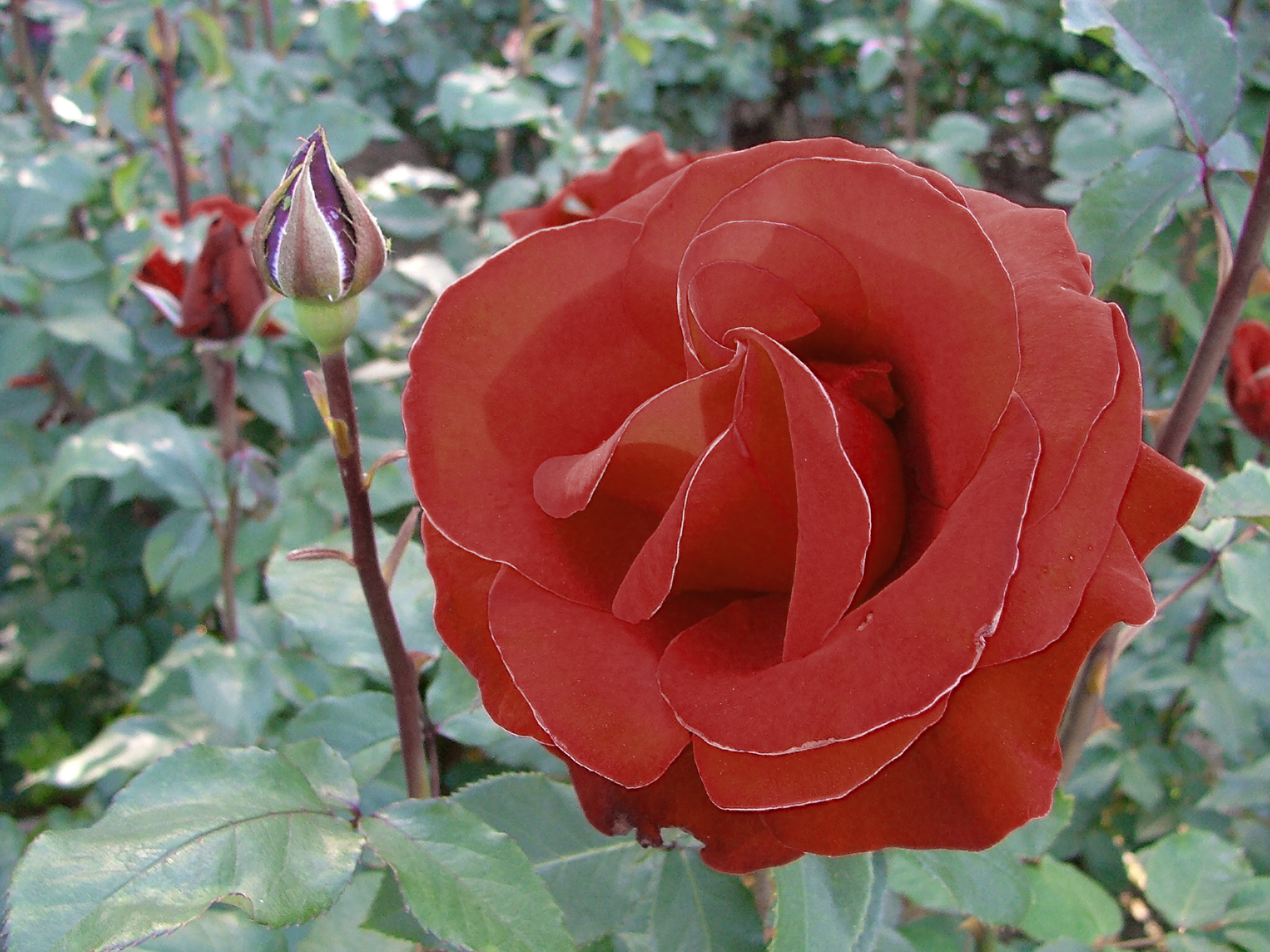
Một hoa hồng nở đỏ trong Vườn thí nghiệm hoa hồng
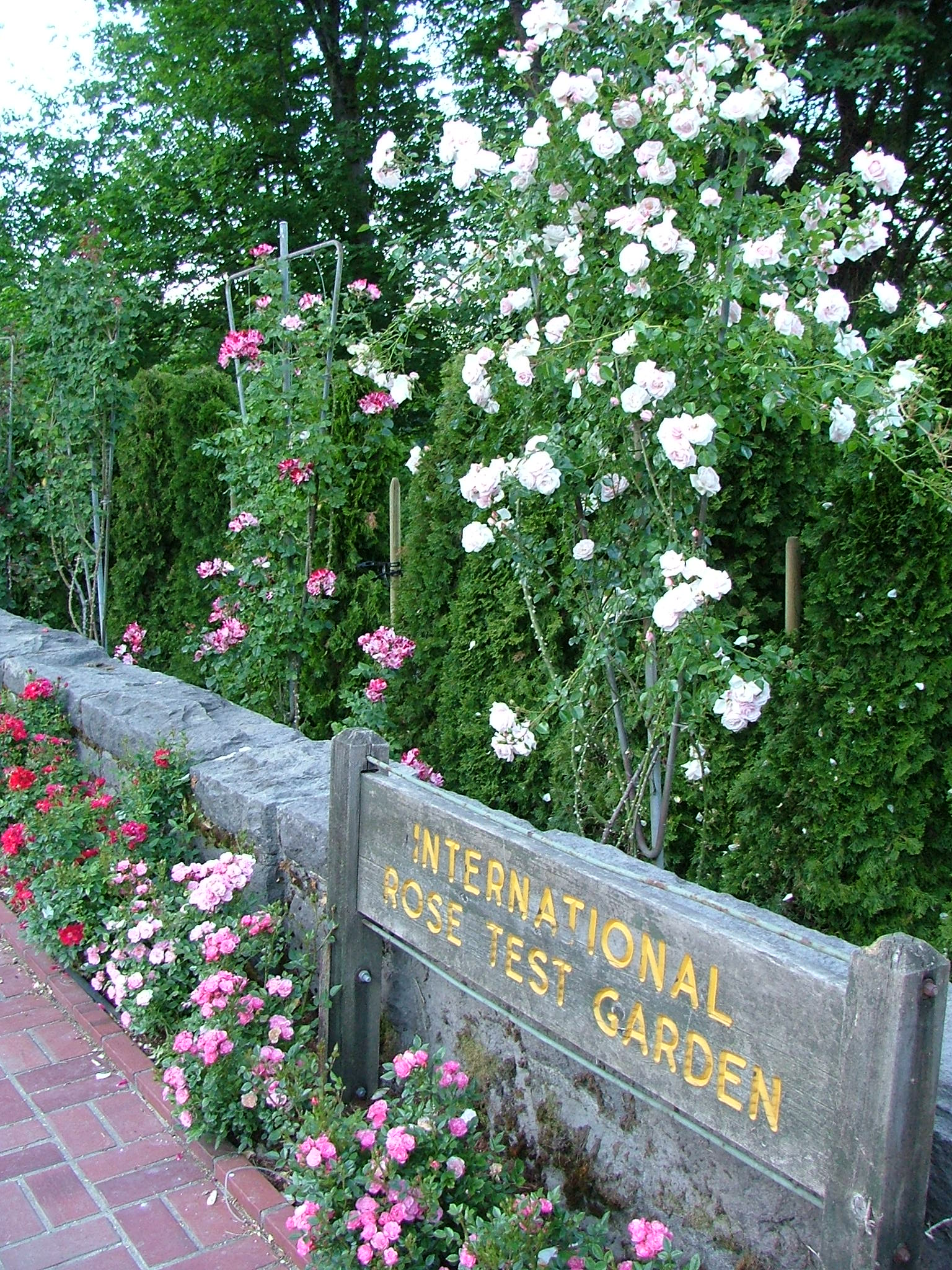
Hoa hồng khắp nơi trong vườn
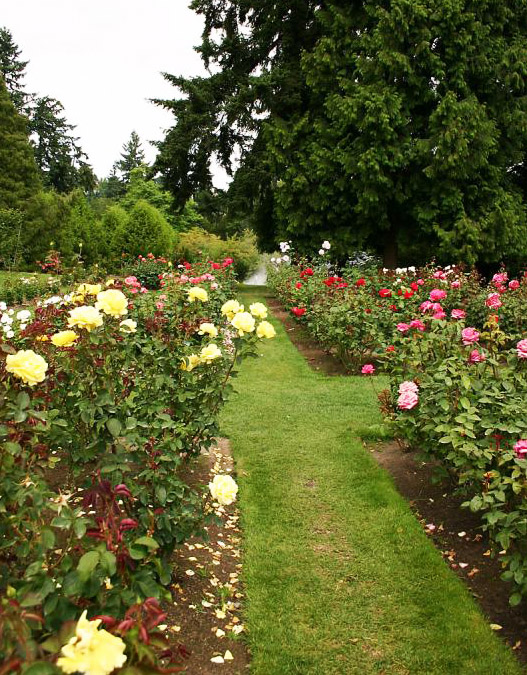
Một quang cảnh của Vườn hồng
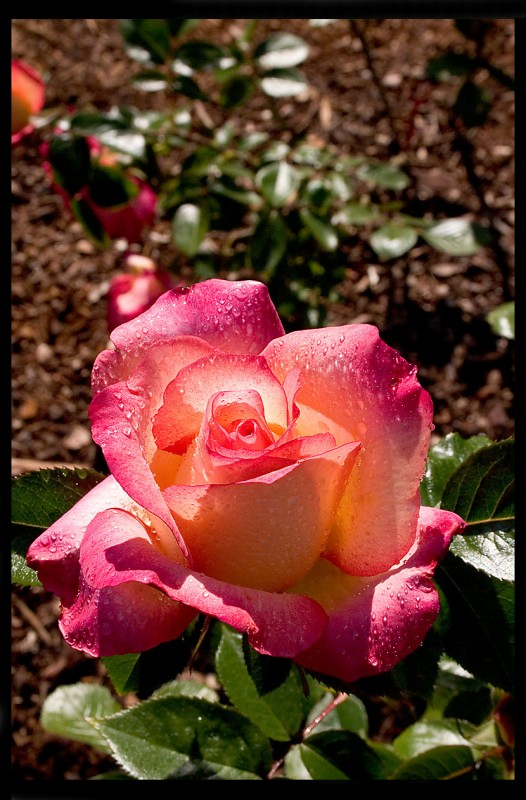
Sương trên cánh hoa hồng